# Lydella nigricornis
Lydella nigricornis là một loài ruồi trong họ Tachinidae.